# Гельгі Даніельссон
Ге́льгі Даніе́льссон (ісл. Helgi Daníelsson; нар. 13 липня 1981, Уппсала) — ісландсько-шведський футболіст, півзахисник клубу АІК.

## Клубна кар'єра
У дорослому футболі дебютував 1998 року виступами за «Фількір», в якому провів один сезон, взявши участь лише у 1 матчі чемпіонату.
1999 року перебрався в клуб третього англійського дивізіону «Пітерборо Юнайтед», проте не зіграв жодного матчу і наступного року був відданий в оренду назад до «Фількіра».

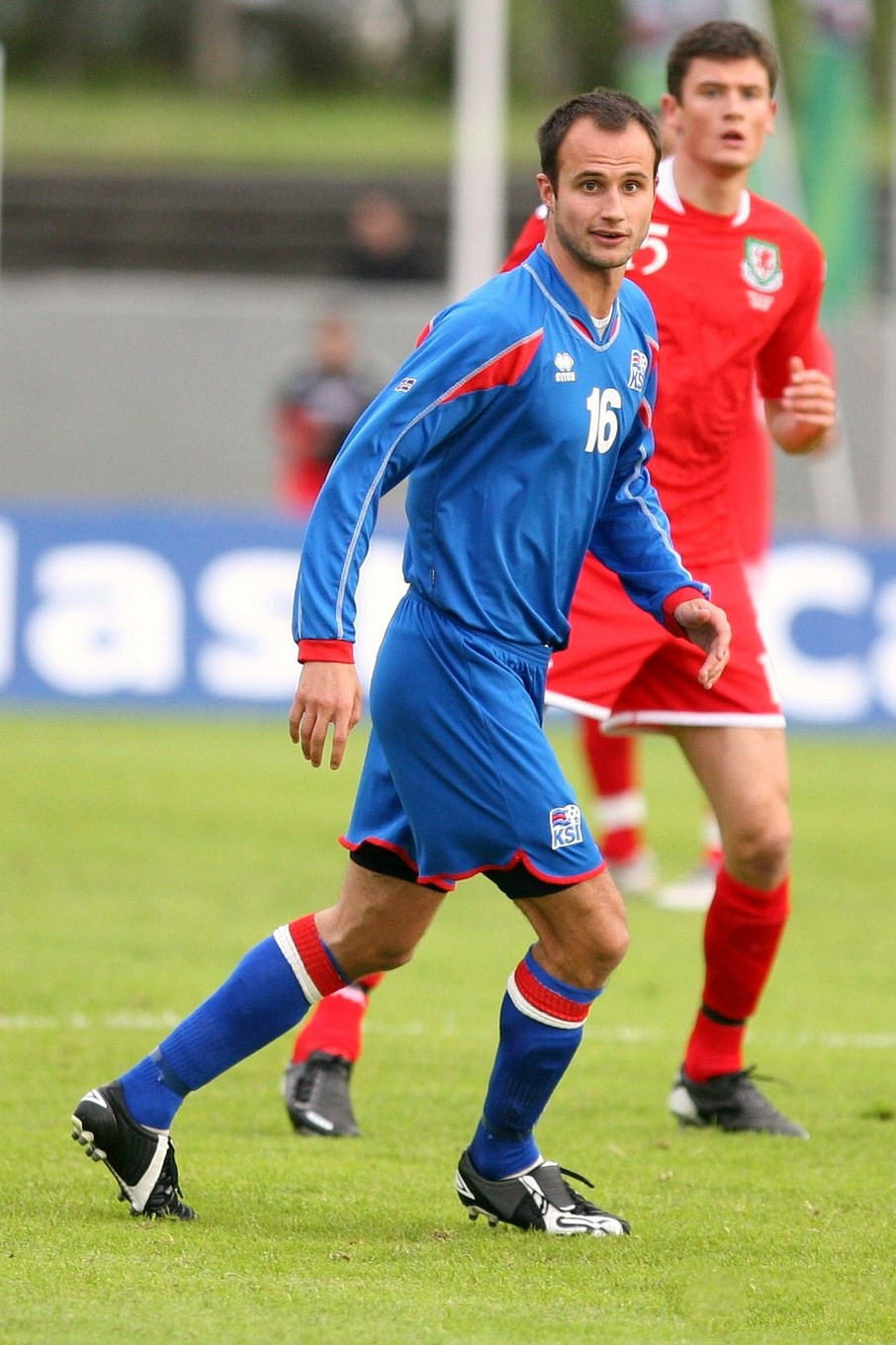
Гельгі Даніельссон у складі збірної. 2008 рік

Після повернення з оренди відіграв за команду з Пітерборо наступні три сезони своєї ігрової кар'єри і 2003 року повернувся до «Фількіра». Цього разу провів у складі команди ще два сезони. Більшість часу, проведеного у складі «Фількіра», був основним гравцем команди.
Протягом 2006–2007 років захищав кольори шведського «Естерса», після чого ще два роки грав за «Ельфсборг». Граючи у складі «Ельфсборга» також здебільшого виходив на поле в основному складі команди.
З кінця 2009 року до кінця сезону захищав кольори команди клубу «Ганза», за підсумками якого клуб вилетів до третього дивізіону і Гельгі покинув команду.
До складу клубу АІК приєднався влітку 2010 року. Наразі встиг відіграти за команду з Стокгольма 59 матчів в національному чемпіонаті.

## Виступи за збірну
13 січня 2001 року дебютував в офіційних матчах у складі національної збірної Ісландії в товариській грі проти збірної Індії. Наразі провів у формі головної команди країни 24 матчі.